# Tipula maculosa
Tipula maculosa är en tvåvingeart som först beskrevs av Gmelin 1790.  Tipula maculosa ingår i släktet Tipula, ordningen tvåvingar, klassen egentliga insekter, fylumet leddjur och riket djur. Inga underarter finns listade i Catalogue of Life.